# Фламандский интерес
Фламандский интерес (нидерл. Vlaams Belang) — правая партия Бельгии, выступающая за независимость Фландрии, ограничение иммиграции, а также за сохранение «традиционных фламандских ценностей». Действует во фламандской части Бельгии. До конца 2004 года партия называлась «Фламандский блок». Председатель партии — Том Ван Грикен.

## История
Образована в 1979 году из Фламандской народной партии и Фламандской национальной партии. Основатель и председатель — Карел Диллен (1925—2007). Партия стремится к независимости регионов Бельгии, в которых говорят по-нидерландски, а также защите культурных ценностей Фландрии. В 1990-х годах партия добивалась больших успехов на выборах, особенно в Антверпене. Партия сотрудничает с Национальным фронтом во Франции, с республиканцами из Германии. Апелляционный суд Бельгии 9 ноября 2004 осудил Фламандский интерес в дискриминации по отношению к иммигрантам. 14 ноября 2004 года партия пересмотрела свою программу.

## Программа
- Повышение пособий на ребёнка, что будет способствовать улучшению рождаемости.
- Преобразование пенсионной системы на накопительную.
- Сохранение системы образования.
- Борьба против членства Турции в ЕС.
- Ликвидация законов, которые ограничивают свободу слова.
- Введение единого налога.
- Запрет абортов.
- Приватизация государственных предприятий.

## Идеология
Журналисты обвиняли лидеров Фламандского интереса в ксенофобии. МИД России в своём докладе 2015 года «Неонацизм — опасный вызов правам человека, демократии и верховенству права» охарактеризовал партию как одну из «маргинальных организаций неонацистского толка».

## Пародии
На муниципальных выборах 9 октября 1994 пёс Борис, принадлежавший актёру Берту Верхойе из антверпенского театра «Чёрная комедия», баллотировался в Антверпене с названной в его честь партией. Предвыборная кампания партии «Борис» включала список из 69 пунктов, одним из которых было Возвращение всех выходцев из Западной Фландрии в их провинцию. Программа пародировала т. н. программу 70 пунктов националистической партии «Фламандский блок», во главе которой стоял Филипп Девинтер, уроженец Брюгге (Западная Фландрия). «Борис» получил 1152 голосов, став 11-й из 18 партий.